# الدوري النمساوي 1955–56
الدوري النمساوي الممتاز 1955–56 (بالألمانية: Österreichische Fußballmeisterschaft 1955/56)‏ هو الموسم 45 من  بوندسليغا النمسا لكرة القدم. أشرف على تنظيمه اتحاد النمسا لكرة القدم، وكان عدد الأندية المشاركة فيه  14، وفاز فيه رابيد فيينا.